# Straßenbahn Bursa
Die Straßenbahn Bursa ist das Straßenbahnsystem der türkischen Stadt Bursa. Es gliedert sich in zwei Teilsysteme mit unterschiedlichen Spurweiten, welche am 28. Mai 2011 (Meterspur) und am 12. Oktober 2013 (Normalspur) eröffnet wurden.

## Normalspurnetz

### T1
Als erster Teil des Normalspurnetzes wurde am 12. Oktober 2013 eine 5,9 km lange, eingleisige Ringstrecke im Stadtzentrum eröffnet, welche nur linksdrehend von der Linie T1 bedient wird. Dennoch gibt es Ausweichen an der Haltestelle Osmangazi sowie zwischen den Haltestellen Ulucami und Heykel. Der Betriebshof befindet sich an der nordwestlichen Ecke des Rings zwischen den Haltestellen Darmstad und Kültürpark/Millet Bahçesi. Umstiegsmöglichkeiten zu beiden Linien der U-Bahn Bursaray bestehen an den Haltestellen Osmangazi und Demirtaşpaşa. An der Haltestelle Kent Meydanı gibt es neben der Umstiegsmöglichkeit auch Gleisverbindungen zur Strecke der Linie T2. Bei der Haltestelle Kayhan wird zudem die Meterspurstrecke gekreuzt und es besteht eine Umstiegsmöglichkeit zur Linie T3.

### T2
Als zweiter Teil des Normalspurnetzes ging am 2. Juli 2022 eine 8,2 km lange, zweigleisige Strecke zwischen den Haltestellen Kent Meydanı im Zentrum und Terminal im Norden in Betrieb, die stadtbahnartig im Mittelstreifen einer Schnellstraße trassiert ist und von der Linie T2 bedient wird. Am nördlichen Ende ist ein zweiter Normalspur-Betriebshof vorhanden. Bis auf Terminal wurden alle Haltestellen mit Mittelbahnsteigen angelegt.

### Fahrzeuge

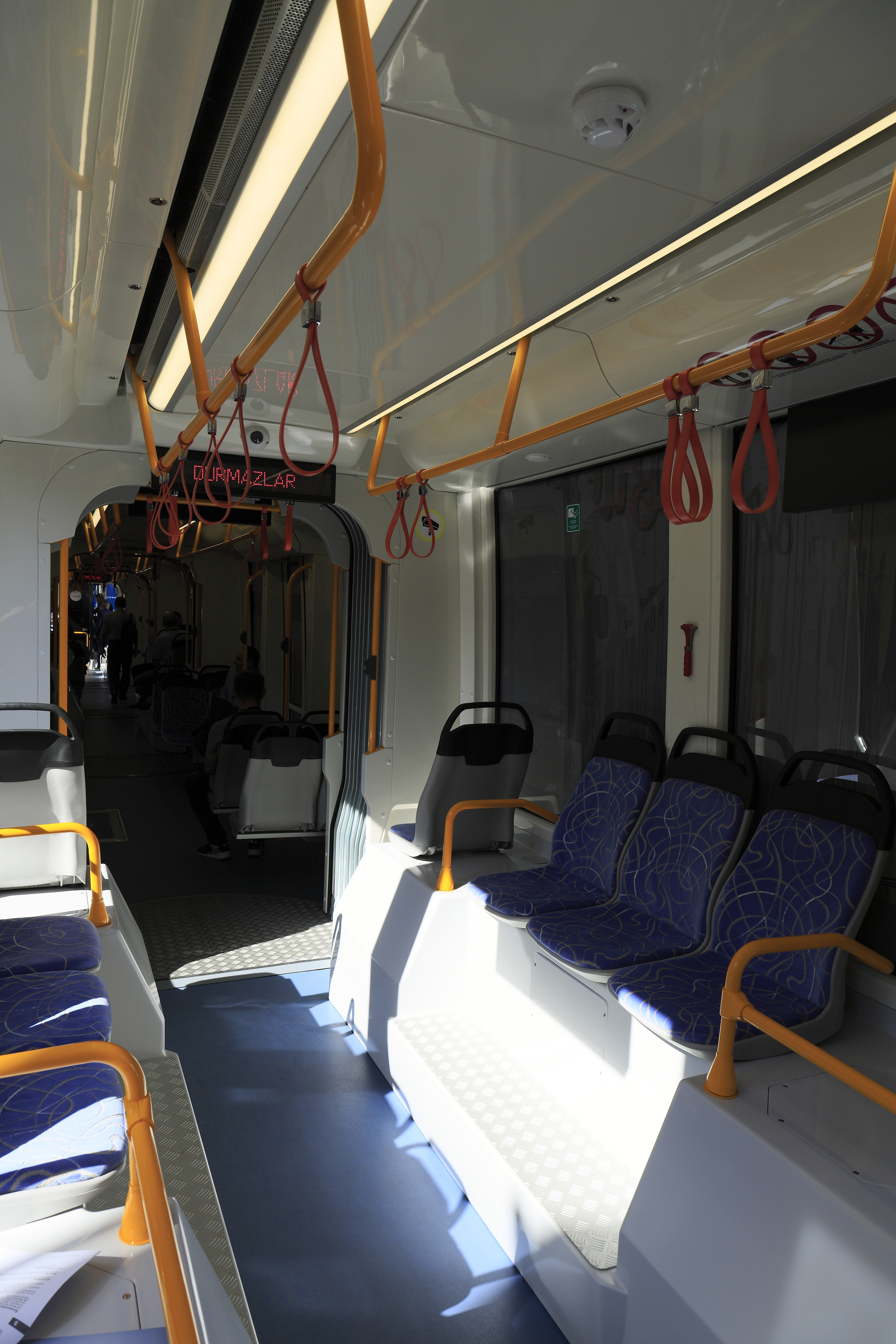
Sitzanordnung über dem Laufwerk eines Silkworm

An Fahrzeugen stehen insgesamt 16 fünfteilige Multigelenkwagen des Typs Silkworm von Durmazlar zur Verfügung. Die Flotte ist unterteilt in fünf 2013 ausgelieferte Einrichtungs- und elf 2015 bis 2016 ausgelieferte Zweirichtungswagen. Sie unterscheiden sich auch in technischen Eigenschaften. Wegen der Mittelbahnsteige und der nicht zum Wenden von Einrichtungswagen ausgelegten Gleisinfrastruktur können auf der Linie T2 nur die Zweirichtungswagen eingesetzt werden. Die Fahrzeuge haben zwar einen vollständig niederflurigen Durchgang, allerdings sind die Sitze über den Laufwerken auf Podesten angeordnet.
| Typ                         | Wagennummern      | Anzahl | Länge in m | Breite in m | Höhe in m | Leermasse in t | Sitzplätze | Höchstgeschwindigkeit in km/h |
| --------------------------- | ----------------- | ------ | ---------- | ----------- | --------- | -------------- | ---------- | ----------------------------- |
| Silkworm-Einrichtungswagen  | 251–254, 256      | 5      | 27,80      | 2,40        | 3,50      | 34             | 56         | 70                            |
| Silkworm-Zweirichtungswagen | 261–269, 271, 272 | 11     | 28,50      | 2,45        | 3,46      | 39,3           | 38         | 70                            |

## Meterspurnetz

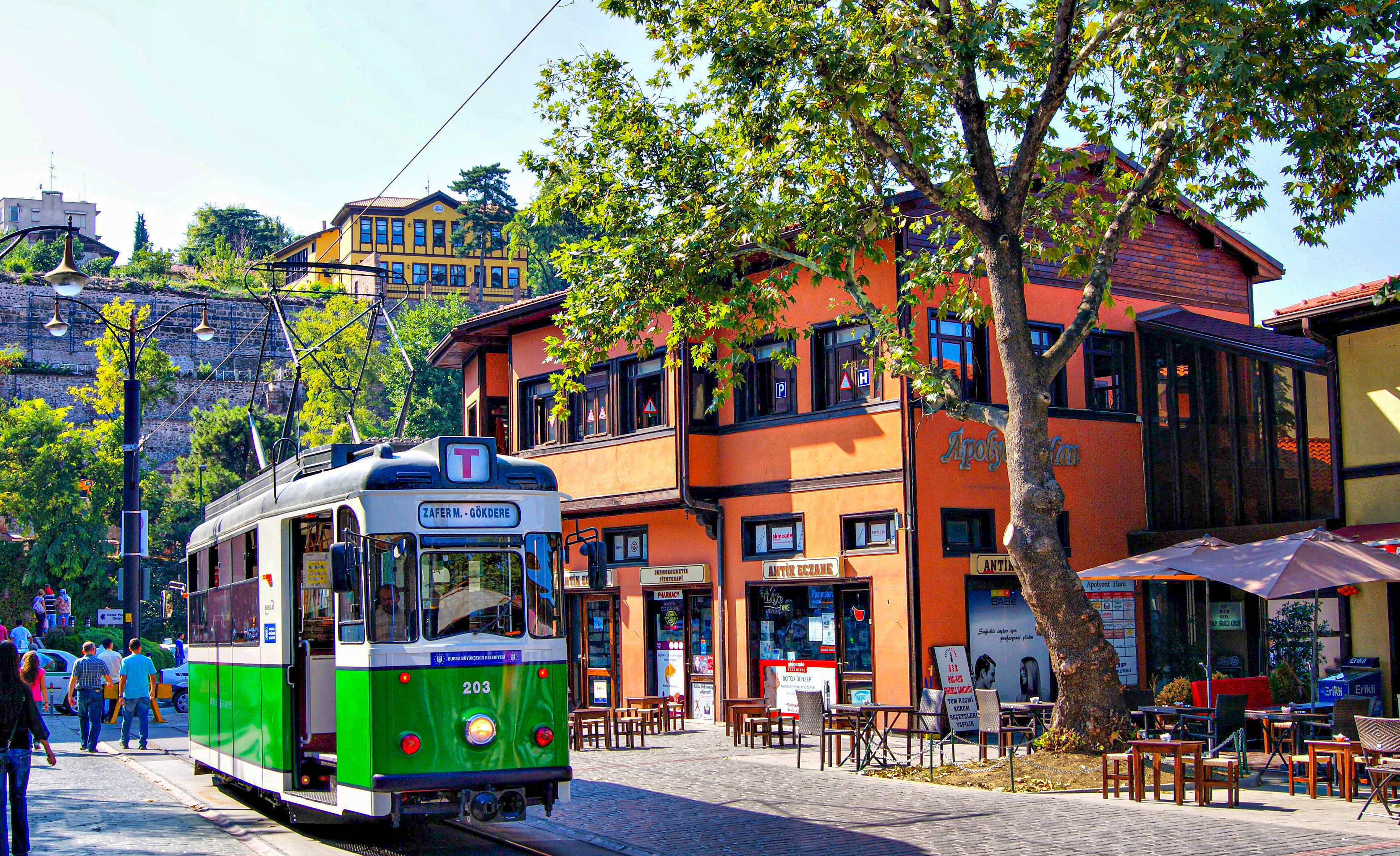
Meterspur-Fahrzeug des Typs T57

### T3
Das Schmalspurnetz besteht aus einer eingleisigen Ost-West-Strecke mit drei Ausweichen, deren westliches Ende innerhalb des Rings der Linie T1 liegt. Zunächst ging am 28. Mai 2011 die 1,1 km lange westliche Hälfte Zafer Plaza/Pirinç Han – Gökdere/Panorama in Betrieb, am 5. November 2011 folgte die ebenfalls 1,1 km lange östliche Hälfte Gökdere/Panorama – Çınarönü. Der Betriebshof liegt in Streckenmitte an der Haltestelle Gökdere/Panorama. Bei der Haltestelle Çancılar wird die Strecke der Linie T1 gekreuzt und es besteht eine Umstiegsmöglichkeit zu dieser und zu Bursaray. Die westliche Endhaltestelle Zafer Plaza/Pirinç Han liegt nah an der Haltestelle Timurtaşpaşa der Linie T1, aber der Betreiber weist dort nur eine Umstiegsmöglichkeit zur weiter entfernten Bursaray-Station Şehreküstü/Ulucamii Hanlar Bölgesi aus.
Auch wenn der Betrieb eher nostalgischen Charakter aufweist, ist die Linie T3 tariflich in der gleichen Kategorie wie die Linien T1 und T2 eingeordnet.

### Fahrzeuge
Es sind (Stand April 2024) ein T57 des Herstellers VEB Waggonbau Gotha sowie 13 M6C des Herstellers Duewag vorhanden.
Der T57 wurde 2010 von der Straßenbahn Jena übernommen, wohin er 1960 ausgeliefert worden war.
Die M6C, die 1981 und 1982 ausgeliefert worden waren, wurden 2012 bis 2014 von der Straßenbahn Bochum/Gelsenkirchen nach Bursa abgegeben. Von ihnen sind (Stand April 2024) nur fünf Stück dem Einsatzbestand zuzuordnen.